# Kryštof Daněk
Kryštof Daněk (Olomouc, 2003. január 5. –) cseh korosztályos válogatott labdarúgó, a Sparta Praha játékosa.

## Pályafutása

### Klubcsapatokban
A SK Chvalkovice és a Sigma Olomouc korosztályos csapataiban nevelkedett. 2019. szeptember 7-én debütált a Vrchovina ellen 1–0-ra megnyert találkozón a tartalék csapatban a 89. percben Michal Galus cseréjeként. 2020. március 4-én az első csapatban is bemutatkozott a kupában a Jablonec ellen. Háromnappal később a második csapatban megszerezte az első gólját a Rosice ellen. Május 26-án a bajnokságban is debütált a felnőttek között az 1. FC Slovácko ellen. 2021. január 23-án megszerezte első bajnoki gólját az SFC Opava ellen 4–1-re megnyert bajnoki találkozón. 18 évesen és 18 naposan ezzel ő lett a klub legfiatalabb gólszerzője a bajnokságban. Február 1-jén 2025. június 30-ig meghosszabbította a szerződését. 2022-ben az év cseh tehetsége szavazáson a harmadik lett, míg 2023-ban második lett.
2022. június 6-án a Sparta Praha szerződtette. Július 22-én debütált az UEFA Európa Konferencia Liga 2. selejtezőkörében a norvég Viking ellen. Július 31-én góllal mutatkozott be a bajnokságban a Slovan Liberec ellen idegenben 2–1-re elvesztett mérkőzésen. 2023. március 6-án két góllal debütált a második csapatban a Slavia Praha B ellen.

### A válogatottban
Többszörös korosztályos válogatott.

## Statisztika
2023. március 19-én frissítve.
| Klub            | Szezon   | Bajnokság | Bajnokság | Kupa  | Kupa | Nemzetközi | Nemzetközi | Egyéb | Egyéb | Összesen | Összesen |
| Klub            | Szezon   | Meccs     | Gól       | Meccs | Gól  | Meccs      | Gól        | Meccs | Gól   | Meccs    | Gól      |
| --------------- | -------- | --------- | --------- | ----- | ---- | ---------- | ---------- | ----- | ----- | -------- | -------- |
| Sigma Olomouc   | 2019–20  | 3         | 0         | 1     | 0    | —          | —          | —     | —     | 4        | 0        |
| Sigma Olomouc   | 2020–21  | 23        | 3         | 3     | 0    | —          | —          | —     | —     | 26       | 3        |
| Sigma Olomouc   | 2021–22  | 29        | 2         | 4     | 1    | —          | —          | —     | —     | 33       | 3        |
| Sigma Olomouc   | Összesen | 55        | 5         | 8     | 1    | 0          | 0          | 0     | 0     | 63       | 6        |
| Sigma Olomouc B | 2019–20  | 2         | 1         | —     | —    | —          | —          | —     | —     | 2        | 1        |
| Sigma Olomouc B | 2020–21  | 3         | 1         | —     | —    | —          | —          | —     | —     | 3        | 1        |
| Sigma Olomouc B | Összesen | 5         | 2         | 0     | 0    | 0          | 0          | 0     | 0     | 5        | 2        |
| Sparta Praha    | 2022–23  | 20        | 2         | 3     | 0    | 2          | 0          | —     | —     | 25       | 2        |
| Sparta Praha    | Összesen | 20        | 2         | 3     | 0    | 2          | 0          | 0     | 0     | 25       | 2        |
| Sparta Praha B  | 2022–23  | 2         | 2         | —     | —    | —          | —          | —     | —     | 2        | 2        |
| Sparta Praha B  | Összesen | 2         | 2         | 0     | 0    | 0          | 0          | 0     | 0     | 2        | 2        |
| Összesen        | Összesen | 82        | 11        | 11    | 1    | 2          | 0          | 0     | 0     | 95       | 12       |